# Oldřich Rosenbaum
Oldřich Rosenbaum, rodným jménem Ullerich, po roce 1939 Ulric Royce či Oldric Royce (22. srpna 1896 Praha – 31. července 1991 New York), byl pražský, vídeňský a newyorský krejčí, zakladatel módního salónu v Praze Na příkopech.

## Život
Narodil se roku 1896 jako nejmladší ze šesti dětí v německojazyčné rodině pražského židovského obchodníka Adolfa Rosenbauma (1854–1901) a jeho manželky Elisabeth, rozené Taussigové, ovdovělé Steinové. Tři sourozenci byli nevlastní, z prvního manželství paní Elise se soukromníkem Isakem Steinem (1845-1884).
Když Oldřichova matka roku 1901 zůstala jako dvojnásobná vdova sama s malými dětmi, rozhodla se založit krejčovství, které roku 1907 rozšířila na módní salón. Její syn Oldřich se vyučil krejčím a po praxi v cizích firmách převzal závod své matky, přestěhoval jej na Národní třídu a rozšířil. Během 20. let se vypracoval na prestižní firmu, která úspěšně konkurovala salónu Hany Podolské a otevřel pobočku ve Vídni, podobně jako jeho konkurent v šití pánských oděvů Kníže. Jeho modely vynikaly skvěle vypracovanými detaily. Objednávaly si je osobnosti z vyšší společnosti, pracoval i pro filmová studia na Barrandově.
V roce 1938 stihl včas zlikvidovat svou firmu a převést své bankovní konto do Spojených států amerických, takže ihned po emigraci začal v New Yorku budovat nový krejčovský salón. Zároveň se rozhodl přejmenovat na Ulrica Royce. Získal opět prestižní zákazníky, jako např. viceprezidenta a později prezidenta Harryho Trumana a svůj salón vedl až do poloviny šedesátých let.